# 關東運輸局
關東運輸局（日语：／ Kantō Unyukyoku */?）是一隸屬於國土交通省的地方支分部局，主管與交通運輸相關的行政業務。

## 概要
該局海事部門與陸事部門的共同轄區為茨城縣、千葉縣與東京都，而陸事部門的管轄區域則尚包含了神奈川縣、埼玉縣、群馬縣、栃木縣與山梨縣。
運輸業者多將該局簡稱為「關運」（かんうん）。
1991年該局自東京都千代田區大手町遷移至現在位置。

## 所在地與組織架構

### 本廳舍
- 所在地：神奈川縣横濱市中區北仲通5-57 横濱第2地方合同廳舍（近櫻木町車站）
- 總務部 
  - 總務課
  - 人事課
  - 會計課
  - 公共關係對策官
  - 安全防災・危機管理調整官
- 企畫觀光部 
  - 交通企畫課
  - 国際觀光課
  - 觀光地域振興課
- 交通環境部 
  - 環境課
  - 物流課
  - 消費者行政・情報課
- 鐵道部 
  - 監理課
  - 計畫課
  - 技術第一課
  - 技術第二課
  - 安全指導課
  - 鐵道安全監査官
- 自動車交通部 
  - 旅客第一課
  - 旅客第二課
  - 貨物課
- 自動車業務監査指導部 
  - 自動車監査官（旅客擔當）
  - 自動車監査官（貨物擔當）
- 自動車技術安全部 
  - 管理課
  - 整備課
  - 技術課
  - 保安・環境課
- 海事振興部 
  - 旅客課
  - 貨物課
  - 港運課
  - 船舶産業課
  - 船員勞政課
- 海上安全環境部 
  - 監理課
  - 船舶安全環境課
  - 船員勞動環境・海技資格課
  - 運航勞務監理官
  - 船舶檢查官
  - 船舶測度官
  - 海技試験官
  - 外国船舶監督官

### 派出機關
- 東京運輸支局（日语：東京運輸支局）
- 埼玉運輸支局（日语：埼玉運輸支局）
- 茨城運輸支局（日语：茨城運輸支局）
- 栃木運輸支局（日语：栃木運輸支局）
- 千葉運輸支局（日语：千葉運輸支局）
- 神奈川運輸支局（日语：神奈川運輸支局）
- 群馬運輸支局（日语：群馬運輸支局）
- 山梨運輸支局（日语：山梨運輸支局）